# Burnsall
Burnsall ist eine Gemeinde in der Unitary Authority North Yorkshire im Norden Englands. Sie liegt am Fluss Wharfe. Trotz ihrer geringen Bevölkerungszahl von 112 Einwohnern (Stand 2001) besitzt die Gemeinde eine eigene Pfarrkirche sowie eine Grundschule. Das Schulgebäude wurde bereits im Jahr 1601 errichtet und diente zunächst als Grammar School.